# 非定型抗精神病薬

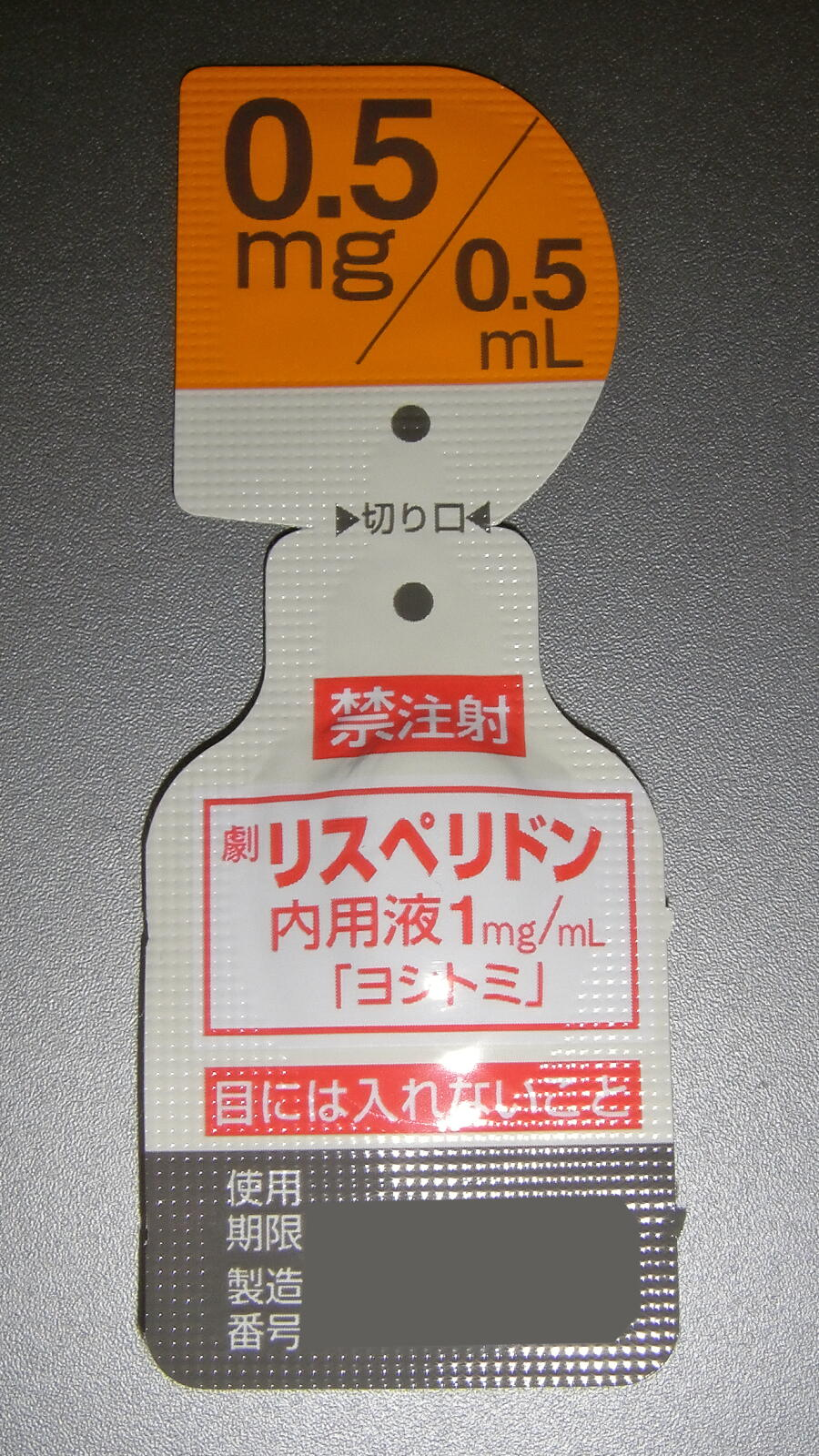
非定型抗精神病薬の一つ「リスペリドン」

非定型抗精神病薬（ひていけいこうせいしんびょうやく、英:Atypical antipsychotic）は、定型抗精神病薬に対して使われる言葉である。第二世代抗精神病薬ともいう。従来の定型抗精神病薬はその薬理学的メカニズムにより錐体外路症状、高プロラクチン血症などの副作用が出やすい傾向にあった。それに対して非定型抗精神病薬はそのような副作用が少ないとしてマーケティングされている。
しかしながら、大規模な試験はそのような傾向を見出していない。有効性も同等である。非定型抗精神病薬は高齢の認知症患者の死亡リスクの増加に結びついていることが示されている。

## 薬理機序
基本的な薬理学的メカニズムはドーパミン2受容体とセロトニン2A受容体の遮断にあるとされている。

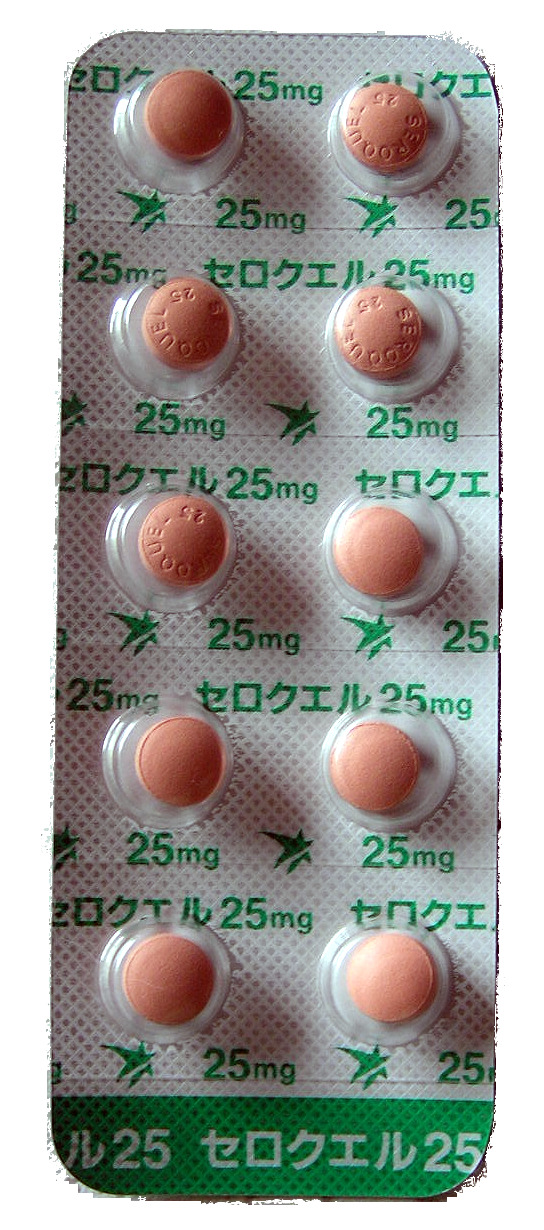
セロクエル25mg錠

ドーパミン2受容体の遮断は中脳辺縁系に作用し特に統合失調症の陽性症状に対して効果を示すが、中脳黒質経路、漏斗下垂体経路、前頭前野経路に働くことによりそれぞれ錐体外路症状、高プロラクチン血症、陰性症状などの副作用、有害事象が出現するとされている。セロトニン2A受容体の遮断は中脳辺縁系以外のドーパミンの遊離を促進するため非定型抗精神病薬ではこれらの有害事象が出にくいと考えられている。セロトニンとドーパミンの遮断が非定型抗精神病薬の主たる薬理作用であるためSDA（セロトニン・ドーパミンアンタゴニスト）またはDSA（ドーパミンセロトニンアンタゴニスト）と呼ばれることもある。
動物研究からメラトニンの分泌を減少させる可能性があるが、ヒトではまだそれは確認されていない。

## 種類
クロザピンが非定型抗精神病薬とされてからの、それ以前の定型抗精神病薬と、それ以降の本記事で解説するところの非定型抗精神病薬が存在する。ここを境に、第1世代と第2世代、あるいは、従来型と新規ともされる。このほかにマーケティングなどに際して、第3世代など独自の世代を謳っている場合がある。しかし、一般にこの2項にて比較がなされる。
現在日本で使用できる非定型抗精神病薬にはリスペリドン、クエチアピン、ペロスピロン、オランザピン、アリピプラゾール、ブロナンセリン、クロザピン、パリペリドン、アセナピン、ブレクスピプラゾール、ルラシドン、
の11種類がある。SDAという意味でゾテピンをここに分類する考え方もある。

## 医療用途

### 統合失調症
統合失調症に対する第一選択の精神科治療は非定型抗精神病薬であり、約8～15日で精神病の陽性症状を減少させることができる。しかし、抗精神病薬は陰性症状と認知機能障害を有意に改善させていない。
どの抗精神病薬を使用するかの選択は、利益、危険性、費用に基づく。種類では、定型かあるいは、非定型の抗精神病薬が優れているかで議論がある。定型薬を少量から適度な用量で用いた場合、共に脱落と症状軽減の比率が同等である。人々の40～50%に良好な反応があり、30～40%が部分的に反応し、また治療抵抗（6週間後に2、3の異なる抗精神病薬で症状に対する満足な反応が不足している）は20%である。クロザピンは他の薬での反応が乏しい人に対して有効な治療であるが、1～4%に無顆粒球症（白血球の低下）の重篤な副作用の可能性がある。

### 有効性
第二世代の抗精神病薬が第一世代の抗精神病薬より有効であるかについて多数の議論がある。
それらは「第二世代抗精神病薬」という用語のための正当性がなく、現在この部類を占める薬は、互いに機序、作用、副作用の特性は一致しないことを示した：

…第二世代の薬には、典型的な、あるいは第一世代の抗精神病薬から仕切るための、特有な型にはまらない特徴というものはない。分類としてのそれらは第一世代の抗精神病薬よりも、大きな有効性ではなく、特異的な症状を改善せず、異なる副作用の特性が明らかではなく、また費用対効果が低い。非定型についての偽りの発明は今や作りごとのみであったと見なすことができ、マーケティングの目的のために医薬品産業によって巧みに踊らされ、そしてやっと今になって暴露された。
—ランセット 2009年1月3日

### 離脱症状
クロザピン中止後の急激な過感受性精神病の発症の証拠は、他の抗精神病薬でも起こりえることを示唆し、いくつかのケースでは精神病歴が無い人々で報告され、少なくとも一部の患者では、根底にある精神病の再燃よりもむしろ、薬物離脱の特徴が現れている。
アメリカのアリピプラゾールの添付文書には、サルにおける身体依存の試験で突然の投与中止によって離脱症状が観察されたことが記載されている。
過感受性精神病を発症しないよう、段階的な減薬が推奨されている。SCAP法では、1週間当たりクロルプロマジン換算で50mgのようなゆっくりの減量。高力価の薬剤で50mg、低力価の薬剤で25mgまでとしている。
この系統の薬剤は、条件付け場所嗜好試験（CPP法）において、場所嫌悪（CPA）が発生することがある。

## 副作用
2004年に、イギリスの医薬品安全委員会（CSM, Committee for the Safety of Medicines）は、脳卒中の危険性の増加を理由に、オランザピンとリスペンドンを認知症の高齢患者に投与すべきではないと警告を発した。時に、非定型抗精神病薬は睡眠パターンの異常な変化、極度の疲労と脱力を引き起こす。
2005年にアメリカ食品医薬品局（FDA）は、非定型抗精神病薬が、高齢の認知症患者の死亡率を1.6～1.7倍に高めているため警告を行った。
米国の31州では、不適切処方を防ぐため、児童に対して非定型抗精神病薬を処方する際には事前承認を得なければならない政策が取られている。
アリピプラゾール使用者の44%が低プロラクチン血症と診断された報告がある。

## 訴訟
アメリカで2007年、ブリストル・マイヤーズ スクイブに、エビリファイを未成年者と高齢の認知症患者に対して、適応外使用の違法なマーケティングをしたことによって約5億ドルの罰金が課された。2009年、イーライリリーによる、ジプレキサの子供と高齢認知症患者に対する適応外用途のマーケティングなどによって、約14億ドルを支払った。2010年、アストラゼネカは、非定型抗精神病薬セロクエル（クエチアピン）を高齢者や、死亡リスクを高める小児に適応外使用の違法なマーケティングを行い5.2億ドルの罰金が科された。2012年、ジョンソン・エンド・ジョンソンの、認知症患者へのリスパダールの適応外使用の違法マーケティングなどによって、20億ドル前後の罰金が課されると推定される。